# Ljubitovica
Ljubitovica je naselje u općini Seget, u Splitsko-dalmatinskoj županiji. 

## Zemljopis
Naselje se nalazi sjeverozapadno od Prapatnica uz državnu cestu D58. Nadmorska visina mjesta varira od 400-450 m n/v.
Na jugu se uzdiže brdo Vilaja čiji najviši vrh iznosi 739m n/v (Crni Vrh). 

## Klima
Klima je prijelaz između mediteranske i kontinentalne klime. Ljeta su vruća i izrazito sušna s temperaturama često iznad 35 C. Zna proći i cijeli mjesec bez ikakvih oborina u ljetnom periodu.
Zime su uglavnom hladne i vlažne uz dosta oborina. Ipak veći dio oborina otpadne na kišu ali dio toga bude i snijeg. Prosječna temperatura u siječnju je između 2 i 3 C. Najniže temperature ponekad znaju pasti i ispod -10 C. U ovom kraju bura nije izrazito jaka (smjer NE) ,najjači vjetar je jugo (smjer SE) koji dosta često zna imati i olujne udare.

## Stanovništvo
| broj stanovnika | 459   | 479   | 469   | 559   | 600   | 712   | 756   | 833   | 818   | 874   | 1018  | 1012  | 874   | 675   | 594   | 485   | 382   |
|                 | 1857. | 1869. | 1880. | 1890. | 1900. | 1910. | 1921. | 1931. | 1948. | 1953. | 1961. | 1971. | 1981. | 1991. | 2001. | 2011. | 2021. |

## Znamenitosti
- Crkva sv. Katarine, zaštićeno kulturno dobro